# Macintosh

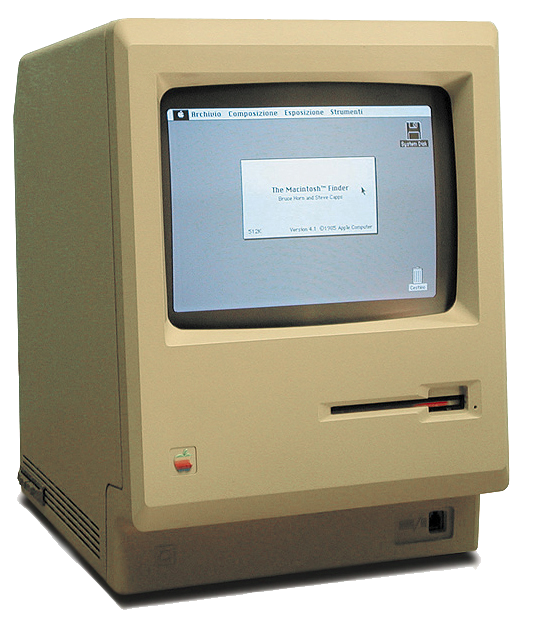
První Macintosh vydaný v roce 1984

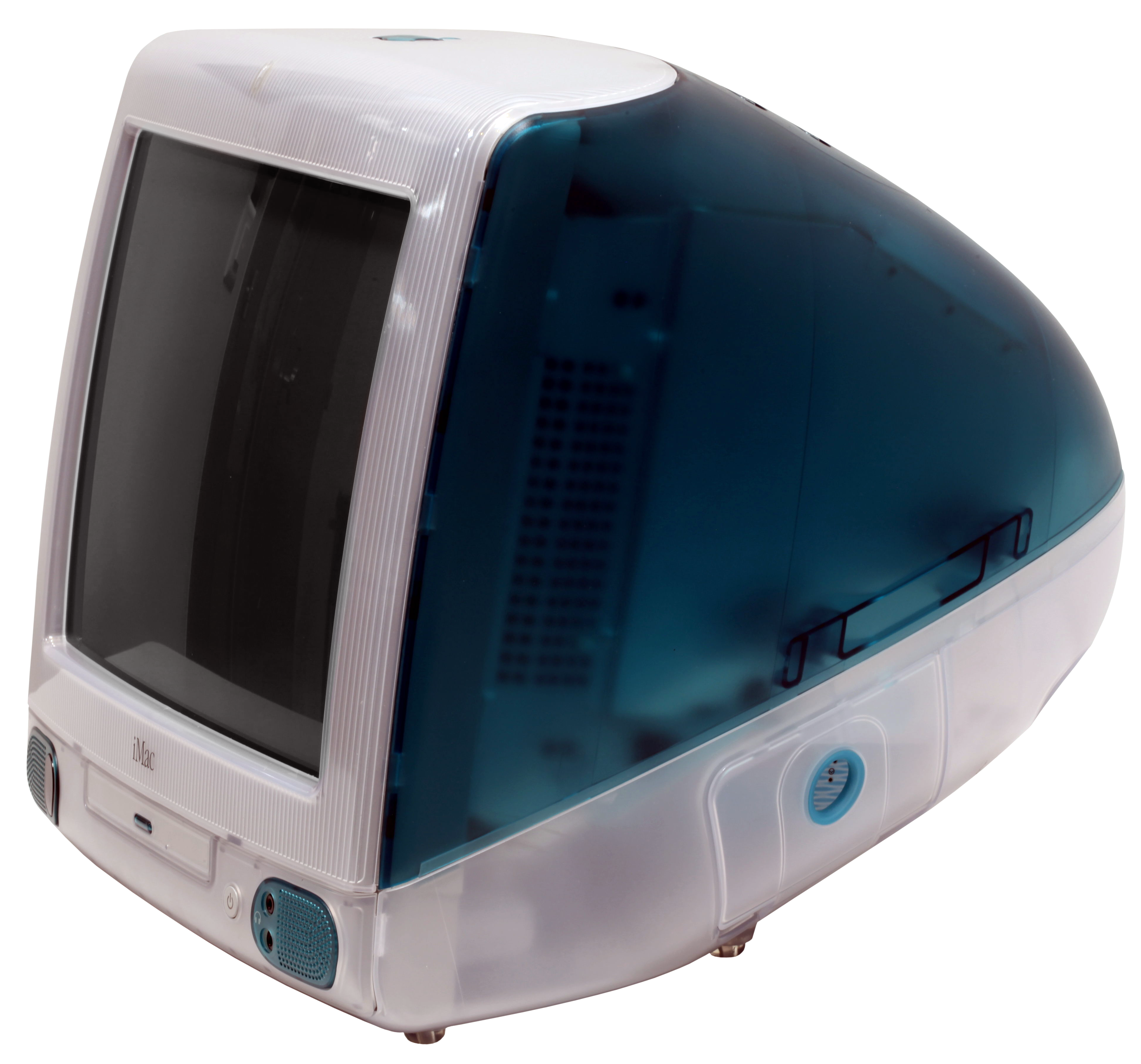
iMac (1998-2003)

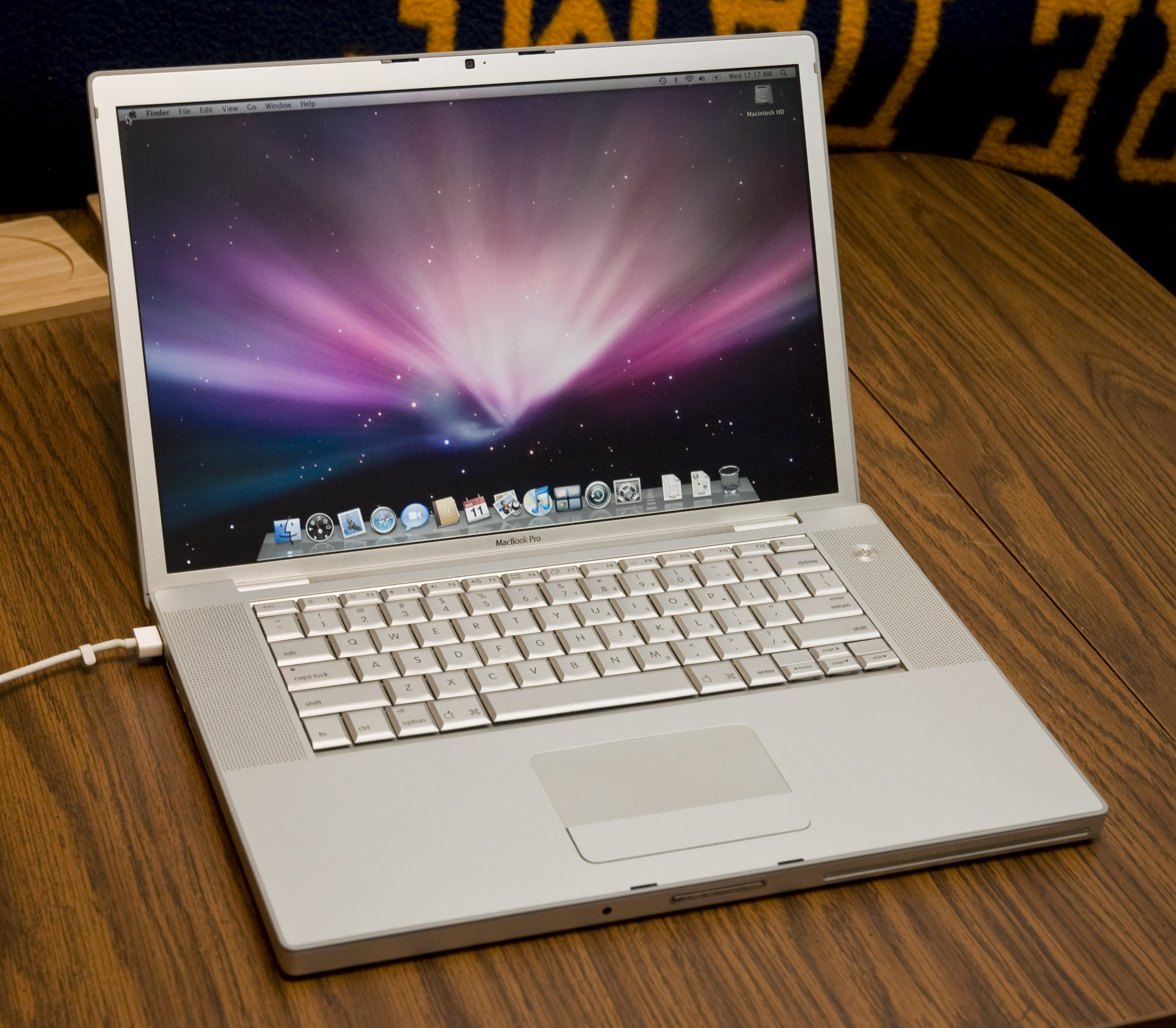
MacBook Pro

Apple Macintosh, také známý jako Mac nebo Macintosh je rodina osobních počítačů od amerického výrobce Apple Inc. Do této skupiny jsou dnes zahrnuty všechny osobní počítače, které tato firma vyrábí.
Jméno pochází od odrůdy jablka McIntosh, prvnímu z této řady ho dal Jef Raskin, který vedl vývojový tým.
Uvedení Macintoshe na trh 24. ledna 1984 doprovázela slavná televizní reklama parafrázující román 1984 anglického spisovatele George Orwella (firma IBM v ní figurovala jako velký bratr). Macintosh byl první počítač, který popularizoval grafické uživatelské rozhraní.
Jejich předností byla a je snadná ovladatelnost, umožněná integrací software a hardware, a podřízení špičkové technologie tomuto cíli.

## Historie
Projekt Macintosh byl založen Jefem Raskinem s cílem vytvořit snadno ovladatelný a levný stolní počítač. Projekt byl pojmenován po Raskinové oblíbené odrůdě jablka McIntosh. První Macintoshe používaly procesory Motorola 680x0 (později nahrazené platformou PowerPC, Intel Core,  a v současnosti procesory vlastního návrhu). RAM měly v řádech kilobytů. Po několika letech byl vývoj zahájen a Raskin zavelel pro vytvoření operačního systému Mac OS. V současné době existuje hned několik řad a to jak stolních Maců, tak i MacBooků (laptopů).

## Nyní prodávané
- MacBook Air
- MacBook Pro
- iMac
- Mac mini
- Mac Pro